# Ле Фале (Фиренца)
Ле Фале је насеље у Италији у округу Фиренца, региону Тоскана.
Према процени из 2011. у насељу је живело 181 становника. Насеље се налази на надморској висини од 112 м.